# 在トルコ日本国大使館
在トルコ日本国大使館（トルコ語: Japonya Büyükelçiliği, Türkiye、英語: Embassy of Japan in Turkey）は、トルコの首都アンカラにある日本の大使館。2023年3月28日より、勝亦孝彦が特命全権大使を務めている。
戦間期の一部に当たる1925年から1937年にかけては、首都アンカラではなく最大都市イスタンブルに設置されていた。

## 沿革
- 1921年、在オスマン帝国日本帝国公使の内田定槌が、日本の全権公使としてオスマン帝国の首都イスタンブルに赴任する[3]
- 1922年11月1日、アンカラのトルコ大国民議会により、スルタンのメフメト6世を後継者への譲位なしに退位させることが議決される[4]
- 1922年11月17日、スルタンのメフメト6世が公式には退位を認めないままトルコを捨てて亡命する[4]
- 1923年10月29日、ローザンヌ条約によりトルコ共和国の成立が国際的に承認される[2]
- 1924年8月6日、日本がトルコ共和国を承認して、日土間の国交が樹立される[2]
- 1925年3月23日、オスマン帝国時代の旧首都にしてトルコ最大都市でもあるイスタンブルに在トルコ日本帝国大使館が開設される[2]
- 1937年10月27日、在トルコ日本帝国大使館が首都アンカラに移転する[2]
- 1945年1月6日、大日本帝国とトルコの国交が断絶される[5]
- 1945年2月23日、トルコが日独両国に宣戦布告する[5]
- 1945年8月15日、第二次世界大戦の敗戦により大日本帝国が崩壊[6]
- 1952年4月12日、来たる日本国の独立に先駆けて「在外公館の名称及び位置を定める法律」が制定され、在トルコ日本国大使館の設置が定められる[7]
- 1952年4月28日、サンフランシスコ平和条約の発効により日本国が独立、トルコも同条約締結国のうちの一国[8]
- 1952年5月14日、トルコ大国民議会がサンフランシスコ平和条約を承認する[5]
- 1953年7月4日、在トルコ日本国大使館が開設される[5]

## 所在地
| 日本語   | 〒06680 アンカラ市チャンカヤ区ガジオスマンパシャレシット・ガリップ通り81番地 |
| トルコ語 | Reşit Galip Caddesi No:81, Gaziosmanpaşa 06680, Çankaya, Ankara              |
| 英語     | Resit Galip Caddesi No.81, Gaziosmanpasa 06680, Cankaya, Ankara              |

## 著名な在勤者
- 飯村穣 - 大日本帝国陸軍中将。大東亜戦争開戦前に総力戦研究所で日米戦争をシミュレートして、米国を敵に回したら日本敗北は必至との結論を出したことで有名
- 小林高四郎 - 横浜国立大学教授